# Thunbergia reniformis
Thunbergia reniformis är en akantusväxtart som beskrevs av Vollesen. Thunbergia reniformis ingår i släktet thunbergior, och familjen akantusväxter. Inga underarter finns listade i Catalogue of Life.